# Jacques Heers
Jacques Heers (Paris, 1924 - Angers, 2013) foi  um historiador francês, especialista em história da Idade Média. Foi professor da Faculdade de Ciências Humanas de Paris-Nanterre e diretor de Estudos Medievais em Paris IV

## Biografia
Nascido em Paris, Jacques Heers foi criado em La Ferté-Bernard no departamento de Sarthe, onde seus pais tinham uma empresa.  Depois dos estudos fundamentais, tornou-se professor em 1945, licenciado em História pela Sorbonne e, entre 1949 e 1951, lecionou em escolas de Le Mans  e Alençon. 
Após esse período, Heers trabalhou como assistente de Georges Duby na Faculdade de Letras de Aix-en-Provence. Em 1957 foi nomeado professor na Universidade de Argel , onde ocupou por cinco anos até 1962. Posteriormente, ele foi sucessivamente professor em Caen, Rouen, Universidade Paris X e Sorbonne. 
Jacques Heers foi aluno de Fernand Braudel e defendeu tese de doutorado em 1958, versando sobre o tema Gênova no século XV, pela Sorbonne.
Heers, em toda sua vida acadêmica, sempre teve como principais temas de suas pesquisas: 
- A cidade e os últimos séculos da Idade Média.
- O comércio no Mediterrâneo no século XIV e século XV.
- A contribuição árabe na redescoberta do pensamento grego na Europa de hoje.

De 2012 até à sua morte foi membro do conselho científico do "Figaro Histoire".
Na obra A Idade Media, uma impostura pretendeu desmitificar os tópicos sobre a Idade Media como uma época obscurantista.

## Principais obras
- O mundo medieval, 2º vol. da coleção História Universal, Lisboa: Ática, 1976
- Historia Medieval  - Ed. Bertrand
- O Ocidente nos Séculos XIV e XV :  Aspectos Econômicos e Sociais – Ed. Edusp
- Escravos e Domésticos na Idade Média – Ed. Difel
- A Idade Media, uma impostura – Ed. Asa
- O Trabalho na Idade Média - Ed. Publicações Europa - América - Coleção Saber - 1965